# 東経147度線
東経147度線（とうけい147どせん）は、本初子午線面から東へ147度の角度を成す経線である。北極点から北極海、アジア、太平洋、オーストラレーシア、インド洋、南極海、南極大陸を通過して南極点までを結ぶ。東経147度線は、西経33度線と共に大円を形成する。

## 通過する地域一覧
東経147度線は、北極点から南極点まで南に向かって以下の場所を通っている。
| 地理座標                                               | 国土・領土・領海   | 備考 |
| ------------------------------------------------------ | ------------------ | --- |
| 北緯90度0分 東経147度0分 / 北緯90.000度 東経147.000度  | 北極海             | |
| 北緯76度37分 東経147度0分 / 北緯76.617度 東経147.000度 | 東シベリア海       | |
| 北緯75度19分 東経147度0分 / 北緯75.317度 東経147.000度 | ロシア             | ノバヤ・シビリ島（英語版） |
| 北緯75度3分 東経147度0分 / 北緯75.050度 東経147.000度  | 東シベリア海       | |
| 北緯72度14分 東経147度0分 / 北緯72.233度 東経147.000度 | ロシア             | |
| 北緯59度22分 東経147度0分 / 北緯59.367度 東経147.000度 | オホーツク海       | |
| 北緯44度35分 東経147度0分 / 北緯44.583度 東経147.000度 | 千島列島           | 択捉島（ ロシアが実効支配、 日本が領有権主張） |
| 北緯44度27分 東経147度0分 / 北緯44.450度 東経147.000度 | 太平洋             | 千島列島・色丹島（北緯43度50分 東経146度55分 / 北緯43.833度 東経146.917度）の東を通過 ミクロネシア連邦・サタワル島（北緯7度21分 東経147度2分 / 北緯7.350度 東経147.033度）の西を通過 |
| 南緯1度58分 東経147度0分 / 南緯1.967度 東経147.000度   | パプアニューギニア | マヌス島 |
| 南緯2度12分 東経147度0分 / 南緯2.200度 東経147.000度   | 太平洋             | ビスマルク海 |
| 南緯5度15分 東経147度0分 / 南緯5.250度 東経147.000度   | パプアニューギニア | ロング島 |
| 南緯5度22分 東経147度0分 / 南緯5.367度 東経147.000度   | 太平洋             | ビスマルク海 |
| 南緯5度56分 東経147度0分 / 南緯5.933度 東経147.000度   | パプアニューギニア | |
| 南緯6度44分 東経147度0分 / 南緯6.733度 東経147.000度   | ソロモン海         | フォン湾 |
| 南緯7度0分 東経147度0分 / 南緯7.000度 東経147.000度    | パプアニューギニア | |
| 南緯9度18分 東経147度0分 / 南緯9.300度 東経147.000度   | 珊瑚海             | |
| 南緯19度15分 東経147度0分 / 南緯19.250度 東経147.000度 | オーストラリア     | クイーンズランド州 ニューサウスウェールズ州（南緯29度0分 東経147度0分 / 南緯29.000度 東経147.000度から） ビクトリア州（南緯36度5分 東経147度0分 / 南緯36.083度 東経147.000度から）   |
| 南緯38度32分 東経147度0分 / 南緯38.533度 東経147.000度 | バス海峡           | オーストラリア・タスマニア州・ホーガン島（英語版）（南緯39度13分 東経146度59分 / 南緯39.217度 東経146.983度）の東を通過                                                              |
| 南緯40度59分 東経147度0分 / 南緯40.983度 東経147.000度 | オーストラリア     | タスマニア州 |
| 南緯43度26分 東経147度0分 / 南緯43.433度 東経147.000度 | 太平洋             | オーストラリア当局は当海域が南極海の一部である旨を主張している[1][2] |
| 南緯60度0分 東経147度0分 / 南緯60.000度 東経147.000度  | 南極海             | |
| 南緯67度54分 東経147度0分 / 南緯67.900度 東経147.000度 | 南極大陸           | オーストラリア南極領土 - オーストラリアが領有権主張 |